# Hydraena kuehnelti
Hydraena kuehnelti är en skalbaggsart som beskrevs av Manfred A. Jäch 1989. Hydraena kuehnelti ingår i släktet Hydraena och familjen vattenbrynsbaggar. Inga underarter finns listade i Catalogue of Life.